# Czas wyboru
Czas wyboru – (błg. ,,Време разделно” czyt. ,,Vreme razdelno”) powieść bułgarskiego pisarza Antona Donczewa, wydana w 1964 roku, na język polski przetłumaczona przez Halinę Kalitę i wydana w 1967 roku.	
Akcja powieści toczy się w 1666 roku w okolicach miasta Jakoruda. Jest to malownicza dolina oddalona  2,5 km od centrum dzisiejszego miasta Jakoruda, zbudowana została tam mała cerkiew, którą zdobią malowidła przedstawiające realistyczne sceny z tamtego okresu. Mimo że Donczew stara się trzymać faktów historycznych, istnieją uzasadnione wątpliwości, że autor odtwarza w swoim dziele nie realne zdarzenia lecz historyczne mity, bazując na kilku niewiarygodnych źródłach, opublikowanych w drugiej połowie XIX wieku.

## Fabuła
Karaibrahim razem ze swym  oddziałem 122 tureckich janczarów oraz swoim pachołkiem Abdullahem zwany Wenecjaninem  przybywa do serca Rodopów, do doliny Elinden, żeby nawrócić na Islam mieszkających tam prawosławnych Bułgarów. Dociera do dworu Sulejmana agi i tam zatrzymuje się ze swoim oddziałem. Po kilku dniach Karaibrahim ogłasza Bułgarom, że w ciągu 10 dni muszą podjąć decyzję o przyjęciu Islamu. 7 dnia z wyznaczonych 10 odbywa się ślub Elicy i Manoła podczas biesiady Turcy atakują wioskę Bułgarów. Starszyznę wtrącają do lochów, a kobiety do haremu, wśród kobiet jest też żona Manoła Elica. Bułgarzy, którzy nie chcąc wyrzec się dotychczasowej wiary są bestialsko mordowani (obdzierani ze skóry, zakopywani żywcem). Widząc cierpienie Bułgarów Abdullahem Wenecjaninem targają sprzeczne, podczas codziennego fechtunku  postanawia przeprowadzić zamach na swojego pana Karaibrahima.  Niestety Wenecjanin jest zbyt słaby psychicznie by zabić człowieka i zostaje wtrącony do lochu. Kolejny nieudany zamach na Karaibrahima przeprowadza Goran (jak się później okazuje jego brat). Goran  zostaje zabity, a Karaibrahim jest ciężko ranny. Wychodzi na jaw, że Karaibrahim jest Bułgarem, mimo to nie ma litości na rodaków. Swojego ojca i drugiego brata spuszcza do jaskini, gdzie czeka ich śmierć.  Z rozkazu rozwścieczonego Karaibrahima cała starszyzna wraz z Manołem zostaje zabita. Widząc straszne cierpienia swoich towarzyszy reszta Bułgarów z doliny Elindenii przyjmuje Islam. Jednak Momczył nie chce wyrzec się swojej wiary, Karaibrahim grozi, że jeśli się nie dostanie jego głowy  zabije Elicę. Momczył zmuszony jest się poddać, żeby zachować resztki godności prosi Mircza swojego syna, żeby to on go zabił. Mirczo zabija Manoła, a niosąc jego głowę Karaibrahimowi, zabija również jego. Ocaleni Bułgarzy dopuszczając się samosądu zabijają ocalałych tureckich janczarów. Była to ostatnia krew przelana w dolinie Elinden i od tego czasu w górach zapanował spokój.

### Postacie
- Karaibrahim – kawalerzysta turecki, wysłany by poturczyć dolinę Elindenii.
- Manoł – odważny i dumny owczarz, adoptowany przez Dziadka Glauszko.
- Wenecjanin Abdullah – poturczony Francuz, mówią na niego Wenecjanin, więzień Karaibrahima.
- Dziadek Glauszko – młynarz, adoptował Manoła.
- Sulejman aga – sprawuje władzę w dolinie Elindenii.
- Pop Aligorko – kapłan, mnich z Góry Athos.
- Momcził – syn Manoła.
- Elica – narzeczona Momcziła.
- Sewda – wdowa, zakochana w Manole.

## Ekranizacja
Powieść została zekranizowana w 1988 roku przez Ludmiła Staikowa, film nosi tytuł ,,Czas przemocy” („Време на насилие“) 
i składa się z dwóch części: „Zagrożenie“ i „Przemoc“. Druga część filmu przedstawia wydarzenia z drugiej połowy XVII wieku do 1668 roku.

### Obsada
- Josif Sarczadżiew – Karaibrahim
- Rusi Czanew – Pop Aligorko
- Iwan Krastew – Manoł
- Anja Penczewa  – Sewda
- Walter Toski – Abdullah Wenecjanin
- Wasił Mihajłow  – Sulejman aga
- Kalina Stefanowa  – Elica
- Max Freeman – Momcził

### Twórcy
- Reżyser - Ludmił Staikow,
- Scenariusz - Ludmił Staikow, Georgi Danaiłow, Mihaił Kirkow, Radosław Spasow
- Zdjęcia - Radosław Spasow
- Muzyka - Georgi Genkow